# IC 840
IC 840 ist eine Balken-Spiralgalaxie vom Hubble-Typ SBa im Sternbild Jungfrau auf der Ekliptik. Sie ist schätzungsweise 481 Millionen Lichtjahre von der Milchstraße entfernt.
Das Objekt wurde am 19. Mai 1893 vom französischen Astronomen Stéphane Javelle entdeckt.